# GPHA2
GPHA2‏ (Glycoprotein hormone alpha 2) هوَ بروتين يُشَفر بواسطة جين GPHA2 في الإنسان.